# 克拉比特角
克拉比特角（英語：Crabeater Point），是南極洲的海岬，位於葛拉漢地的鮑曼海岸，處於勝利冰原島峰以東7公里，在1940年9月28日由美國研究隊拍攝空中照片，現時由南極條約體系管理。